# Oontelus pioi
Oontelus pioi is een keversoort uit de familie soldaatjes (Cantharidae). De wetenschappelijke naam van de soort werd in 1961 gepubliceerd door Wittmer.